# Tête du Christ (Le Corrège)
Pour les articles homonymes, voir Tête du Christ.
La Tête du Christ est une huile sur bois réalisée par le peintre de la Renaissance italienne le Corrège en 1521. Le tableau représente la tête du Christ portant la Sainte Couronne. La peinture est conservée au Getty Museum à Los Angeles (États-Unis). Le musée considère qu'il s'agit de l'un de ses principaux chefs-d'œuvre de la peinture,,. 

## Contexte de l'œuvre
Au début des années 1520, le Corrège s'intéressait particulièrement à l'étude des personnages de l'Histoire du christianisme. Il est connu pour avoir créé quelques-unes des plus somptueuses peintures religieuses de cette époque. 

## Description
Le tableau représente la tête du Christ portant la Sainte Couronne, en demi-profil, tournant sa tête vers le spectateur. Il ouvre légèrement ses lèvres, comme s'il allait s'adresser à lui, pour implorer sa pitié.
En arrière-plan, un tissu blanc plié entourant l'épaule du Christ (et dont on voit les franges en bas à droite) montre que l'image représente le Voile de sainte Véronique (en). L'artiste donne du volume à la tête grâce à l'utilisation alternée d'ombres et de lumières. Il utilise la technique du clair-obscur pour mettre en évidence la ligne du nez, les pommettes et le cou. Tout cela est atténué par les tons nuancés que le Corrège a utilisés pour dépeindre la couleur de la peau.

## Iconographie et analyse
Les fortes ombres et le traitement sculptural de la tête font de cette peinture l'une des représentations les plus remarquables du Voile de sainte Véronique. Selon la légende, le Christ aurait trébuché en portant la croix sur le chemin du mont du Calvaire ; Véronique aurait retiré son voile avec lequel elle aurait essuyé le visage du Christ. C'est ainsi que par miracle, les traits du Christ seraient restés imprimés sur le voile,.
Le réexamen courageux du thème par le Corrège, avec le regard frontal (voir description), emplit le visage du Christ d'un intense pathos. Selon l'historien de l'art John Shearman, ce type de représentation est un exemple typique d'« œuvre transitive », c'est-à-dire une œuvre qui requiert la participation émotionnelle du spectateur, et ceci n'est possible qu'en étant en présence physique de l'image,.